# Dovžanka
Dovžánka je desni pritok Mislinje iz zahodnega Pohorja. Izvira v plitvi gozdnati kotanji na jugovzhodni strani Velike Kope (1541 m) tik pod glavnim pohorskim slemenom. Najprej teče po ozki in globoki grapi proti jugu (na topografski karti 1 : 25.000 se imenuje Razborški graben), nato dobi z leve pritok Jamovico in teče naprej proti jugozahodu. V vasi Dovže izstopi iz doline v širšo Mislinjsko dolino, dobi z desne pritok Turičnico in se nekoliko niže izliva v Mislinjo.
Porečje Dovžanke je skoraj v celoti v pohorskih metamorfnih kamninah (predvsem diaftorit in blestnik). Dovžanka s pritoki je vanje vrezala ozke grape s strmimi, gozdnatimi pobočji in vmesnimi slemeni. Pri sotočju z Jamovico se ob potoku pojavi ozka naplavna ravnica, ki je razmeroma ozka, večinoma v travnikih in poseljena z nekaj kmetijami ter novejšimi stanovanjskimi hišami. Nad Dovžami neopazno prehaja v razsežen prodni vršaj, ki ga je nasula Dovžanka skupaj s Turičnico in sta z njim potisnili Mislinjo povsem k jugozahodnem robu njene naplavne ravnice.
Struga potoka je v dobrem naravnem stanju, izdelana večinoma v lastnih prodnih naplavinah. V zgornjem delu teče potok po gozdu, niže po naplavni ravnici, obdan z obvodnim grmovjem in drevjem.
Zgornji del porečja Dovžanke sega v varovano območje Natura 2000 (Pohorje), v naplavni ravnici je nekaj lepo ohranjenih mokrotnih travnikov, ki so pomembni habitati za vlagoljubne rastlinske in živalske vrste.
Od nekdanjih žag in mlinov sta se do danes ohranila samo Tisnikarjev mlin ob Jamovici blizu njenega izliva v Dovžanko in niže ob potoku Nogarjev mlin. Danes deluje na Dovžanki šest malih hidroelektrarn.